# دو ایکس‌لارج
دو ایکس‌لارج (به انگلیسی: Double XL) فیلمی هندی محصول سال ۲۰۲۳ و به کارگردانی ساترام رامانی است. در این فیلم بازیگرانی همچون سوناکشی سینها، هما قریشی، ظاهر اقبال، ماهات راغواندرا، نیکی آنجا والیا، جیمی شرگیل و کاپیل دیو ایفای نقش کرده‌اند.